# Norbert Növényi
Norbert Növényi est un lutteur hongrois spécialiste de la lutte gréco-romaine né le 15 mai 1957 à Budapest.

## Biographie
Norbert Növényi participe aux Jeux olympiques d'été de 1980 à Moscou dans la catégorie des poids mi-lourds et remporte la médaille d'or.